# Квиричи, Джованни (органист)
Джованни Квиричи (итал. Giovanni Quirici; 1824, Арена-По — 1896, Турин) — итальянский органист и композитор.
Вопреки желанию отца начал учиться музыке в 14-летнем возрасте, отправившись для этого в Милан, где среди его наставников был, в частности, Джузеппе Манусарди. С конца 1870-х гг. жил и работал в Турине как учитель музыки и органист. Написал по меньшей мере 15 месс и значительное количество органных сочинений, а также ряд песен и лёгких фортепианных пьес. Органная музыка Квиричи, несмотря на церковный характер, следует в русле популярной итальянской оперы середины XIX века. Альбом органных пьес Квиричи записал итальянский органист Массимо Габба.